# Závadka (Michalovce)
Závadka (in ungherese Fogas) è un comune della Slovacchia facente parte del distretto di Michalovce, nella regione di Košice.